# Sabrina Stanley
Pour les articles homonymes, voir Stanley.
Sabrina Stanley est une coureuse d'ultrafond américaine née le 31 janvier 1990 à Onalaska, dans l'État de Washington. Spécialiste de l'ultra-trail, elle a notamment remporté la Hardrock 100 en 2018 et 2021 ainsi que la Diagonale des Fous en 2019.